# Повуа-ди-Ланьозу
По́вуа-ди-Ланьо́зу (более корректная передача По́вуа де Ланьо́зу порт. Póvoa de Lanhoso; ['pɔvuɐ dɨ lɐ'ɲozu]) — посёлок городского типа в Португалии, центр одноимённого муниципалитета в составе округа Брага. Находится в составе крупной городской агломерации Большое Минью. По старому административному делению входил в провинцию Минью. Входит в экономико-статистический субрегион Аве, который входит в Северный регион. Численность населения — 4,6 тыс. жителей (посёлок), 22,8 тыс. жителей (муниципалитет). Занимает площадь 131,99 км².
Праздник посёлка — 19 марта.

## Расположение
Посёлок расположен в 13 км на восток от адм. центра округа города Брага.
Муниципалитет граничит:
- на севере — муниципалитет Амареш
- на востоке — муниципалитет Виейра-ду-Минью
- на юге — муниципалитет Фафе, Гимарайнш
- на западе — муниципалитет Брага

## История
Посёлок основан в 1292 году.

## Население
| Численность населения муниципалитета по годам | Численность населения муниципалитета по годам | Численность населения муниципалитета по годам | Численность населения муниципалитета по годам | Численность населения муниципалитета по годам | Численность населения муниципалитета по годам | Численность населения муниципалитета по годам | Численность населения муниципалитета по годам | Численность населения муниципалитета по годам |
| --------------------------------------------- | --------------------------------------------- | --------------------------------------------- | --------------------------------------------- | --------------------------------------------- | --------------------------------------------- | --------------------------------------------- | --------------------------------------------- | --------------------------------------------- |
| 1801                                          | 1849                                          | 1900                                          | 1930                                          | 1960                                          | 1981                                          | 1991                                          | 2001                                          | 2004                                          |
| 8084                                          | 9585                                          | 16 939                                        | 19 178                                        | 22 033                                        | 21 092                                        | 21 516                                        | 22 772                                        | 23 657                                        |

## Состав муниципалитета
В муниципалитет входят следующие районы:
| - Ажуде - Бруньяйш - Калвуш - Кампуш - Ковелаш - Эшперанса - Феррейруш - Фонтаркада - Фрадеш - Фрианде | - Галегуш - Гарфе - Жераш-ду-Минью - Ланьозу - Лореду - Монсул - Море - Оливейра - Повуа-де-Ланьозу - Рендуфинью | - Санту-Эмилиан - Серзеделу - Собраделу-да-Гома - Сан-Жуан-де-Рей - Таиде - Травассуш - Верин - Вилела - Агуаш-Санташ |